# Ragtime (film)
Ragtime è un film del 1981 diretto da Miloš Forman. La sceneggiatura è tratta dal romanzo omonimo di E.L. Doctorow.
Il Ragtime, la cui traduzione si assomiglia a qualcosa come "tempo a pezzi" o "tempo stracciato" è un genere di musica sincopata, considerato un antenato del jazz e dello swing, in voga in America alla fine dell'Ottocento e nel primo Novecento. Esprime nel caso del film, l'epoca spensierata, godereccia e miserabile, a seconda degli strati sociali, che caratterizzò gli Stati Uniti negli anni precedenti la prima guerra mondiale.
La pellicola rappresenta il debutto cinematografico dell'attore Jeff Daniels.

## Trama
La vicenda si svolge a New York tra il 1906 e il 1914.
Sullo sfondo di numerosi avvenimenti reali, tra cui la vita della ballerina Evelyn Nesbit e dell'omicidio del suo ex amante, il celebre architetto Stanford White, da parte del marito Harry Kendall Thaw, si sviluppa la storia di una famiglia bianca benestante di New Rochelle di cui non si dice il cognome e neppure i nomi di battesimo dei componenti, del neonato nero che viene trovato un giorno davanti alla casa di famiglia, della madre del neonato, Sarah, e di Coalhouse Walker, un pianista nero di ragtime che corteggia Sarah. Dopo che Sarah accetta la proposta di matrimonio di Coalhouse, succedono tragici eventi che sconvolgono la vita di tutti i personaggi.

## Produzione
Il film fu prodotto dalla Dino De Laurentiis Company e dalla Sunley Productions Ltd.

## Distribuzione
Distribuito dalla Paramount Pictures, il film uscì nelle sale cinematografiche USA il 20 novembre 1981.

## Riconoscimenti
- 1982 - Premio Oscar
  - Candidatura Miglior attore non protagonista a Howard E. Rollins Jr.
  - Candidatura Miglior attrice non protagonista a Elizabeth McGovern
  - Candidatura Migliore sceneggiatura non originale a Michael Weller
  - Candidatura Migliore fotografia a Miroslav Ondříček
  - Candidatura Migliore scenografia a John Graysmark, Patrizia von Brandenstein, Tony Reading, George DeTitta Sr., George DeTitta Jr. e Peter Howitt
  - Candidatura Migliori costumi a Anna Hill Johnstone
  - Candidatura Miglior colonna sonora a Randy Newman
  - Candidatura Miglior canzone (One More Hour) a Randy Newman
- 1982 - Golden Globe
  - Candidatura Miglior film drammatico
  - Candidatura Migliore regia a Miloš Forman
  - Candidatura Miglior attrice debuttante a Elizabeth McGovern
  - Candidatura Miglior attore debuttante a Howard E. Rollins Jr.
  - Candidatura Miglior attore non protagonista a Howard E. Rollins Jr.
  - Candidatura Miglior attrice non protagonista a Mary Steenburgen
  - Candidatura Miglior canzone (One More Hour) a Randy Newman
- 1981 - Los Angeles Film Critics Association Award
  - Miglior colonna sonora a Randy Newman